# エドワード・チルフィヤ
エドワード・チルフィヤ・ジュニア（Edward Chilufya Jr., 1999年9月17日 - ）は、ザンビア・北部州カサマ出身のサッカー選手。デンマーク・スーペルリーガ・FCミッティラン所属。ポジションはMF。

## クラブ経歴

### ユールゴーデンIF
2017年6月にユールゴーデンIFと契約。翌2018年2月にトップチーム昇格が決定。3月12日のスウェーデンカップのBKヘッケン戦で、後半24分に起用され、プロデビュー。2020年シーズン以降出場機会が増え、2021年シーズンは8ゴールを決めた。

### FCミッティラン
2022年1月30日、FCミッティランと2026年までの4年半契約を締結。加入後は途中出場が主になったものの、2022-23シーズンは26試合1ゴールを記録。その後2023年9月にBKヘッケンへの1年間のローン移籍が決定。2024年7月にFCミッティランに復帰した。

## 代表経歴
2017年に自国開催となったアフリカ U-20ネイションズカップに、U-20のザンビア代表で出場。4ゴールを決め得点王に輝き、優勝に貢献。同年10月にフル代表初招集。4日の2018 FIFAワールドカップ・アフリカ予選のナイジェリア戦で代表デビュー。2024年にはアフリカネイションズカップ2023にも出場した。